# Iguerande
Iguerande est une commune française située dans le département de Saône-et-Loire, en région Bourgogne-Franche-Comté.

## Géographie
Situation
Iguerande est située à la limite sud du département de Saône-et-Loire, à environ 35 km au sud de Digoin et Paray-le-Monial, et à 18 km au nord de Roanne (Loire). Le bourg d'Iguerande se trouve sur la rive droite de la Loire et est traversé par l'axe routier secondaire qui mène de Roanne à Nevers en suivant la Loire, via Digoin.

C'est avec Artaix et Saint-Martin-du-Lac une des  trois communes  du département de Saône-et-Loire dont le territoire est à cheval sur la Loire. Si le bourg est situé sur la rive droite (à l'est du fleuve), le hameau d'Outre Loire, le bien nommé, est situé sur la rive gauche (à l'ouest du fleuve).

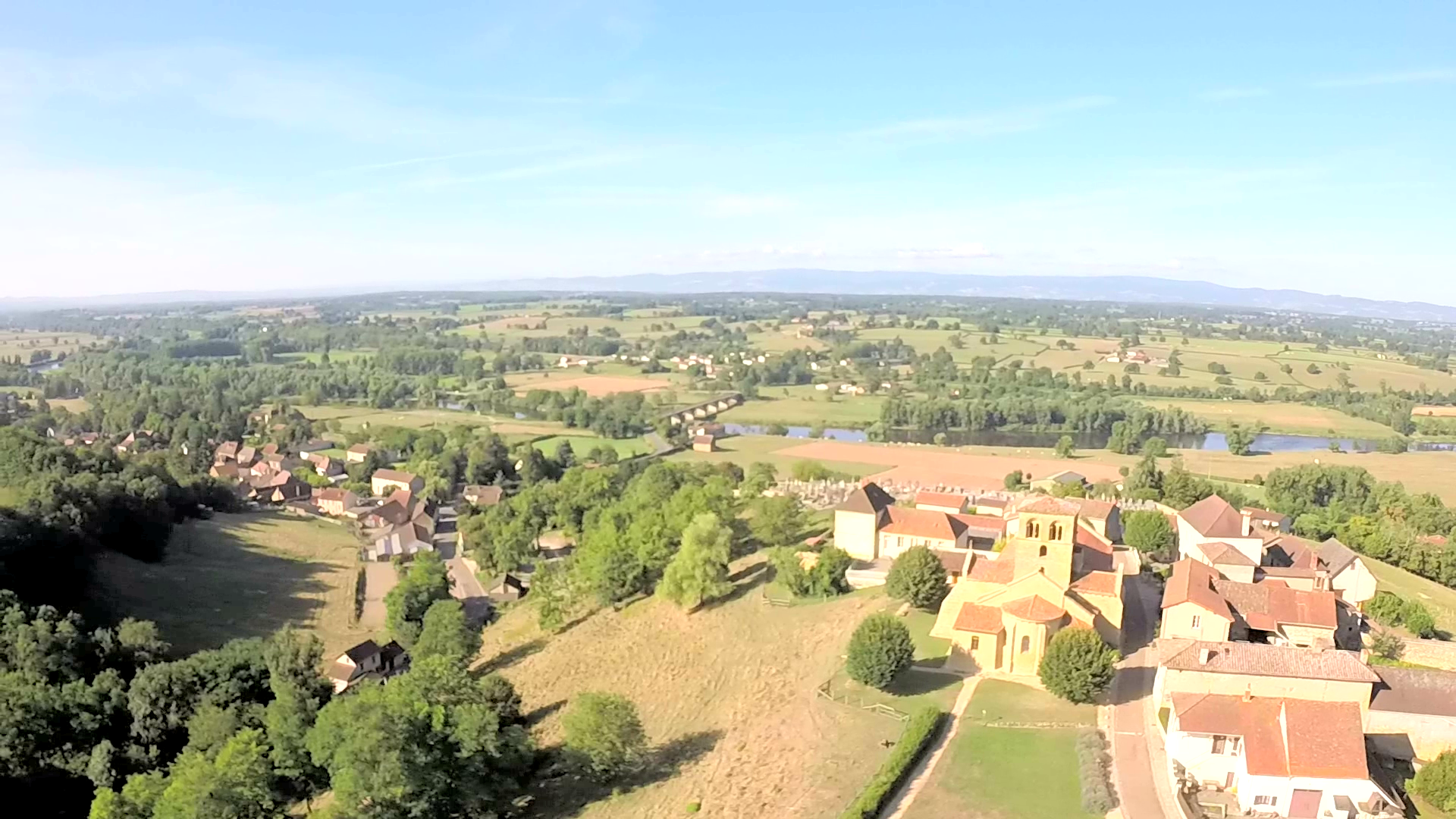
Vue aérienne d'Iguerande.

### Communes limitrophes
Iguerande fait partie du pays traditionnel du Brionnais.
Site
La commune d'environ s'étend sur sept collines qui dominent la vallée de la Loire.
Bâtis sur l'un des sept coteaux verdoyants qui bordent la rive droite de la Loire, le bourg d'Iguerande occupe un site pittoresque d'où l'on découvre un beau panorama sur les Monts de la Madeleine.
Hameaux
- la Motte - Charancy -
- le Champceau[3].

### Climat
Pour des articles plus généraux, voir Climat de la Bourgogne-Franche-Comté et Climat de Saône-et-Loire.
En 2010, le climat de la commune est de type climat océanique dégradé des plaines du Centre et du Nord, selon une étude du Centre national de la recherche scientifique s'appuyant sur une série de données couvrant la période 1971-2000. En 2020, Météo-France publie une typologie des climats de la France métropolitaine dans laquelle la commune est exposée à un climat de montagne ou de marges de montagne et est dans la région climatique Centre et contreforts nord du Massif Central, caractérisée par un air sec en été et un bon ensoleillement.
Pour la période 1971-2000, la température annuelle moyenne est de 11,2 °C, avec une amplitude thermique annuelle de 16,4 °C. Le cumul annuel moyen de précipitations est de 808 mm, avec 11,1 jours de précipitations en janvier et 7 jours en juillet. Pour la période 1991-2020, la température moyenne annuelle observée sur la station météorologique de Météo-France la plus proche, « Charlieu », sur la commune de Charlieu à 9 km à vol d'oiseau, est de 11,6 °C et le cumul annuel moyen de précipitations est de 769,3 mm. 
La température maximale relevée sur cette station est de 41 °C, atteinte le 24 juillet 2019 ; la température minimale est de −16 °C, atteinte le 13 janvier 2003,,.
Les paramètres climatiques de la commune ont été estimés pour le milieu du siècle (2041-2070) selon différents scénarios d'émission de gaz à effet de serre à partir des nouvelles projections climatiques de référence DRIAS-2020. Ils sont consultables sur un site dédié publié par Météo-France en novembre 2022.

## Urbanisme

### Typologie
Au 1er janvier 2024, Iguerande est catégorisée commune rurale à habitat dispersé, selon la nouvelle grille communale de densité à sept niveaux définie par l'Insee en 2022.
Elle est située hors unité urbaine. Par ailleurs la commune fait partie de l'aire d'attraction de Roanne, dont elle est une commune de la couronne,. Cette aire, qui regroupe 88 communes, est catégorisée dans les aires de 50 000 à moins de 200 000 habitants,.

### Occupation des sols
L'occupation des sols de la commune, telle qu'elle ressort de la base de données européenne d’occupation biophysique des sols Corine Land Cover (CLC), est marquée par l'importance des territoires agricoles (84,8 % en 2018), en augmentation par rapport à 1990 (82,9 %). La répartition détaillée en 2018 est la suivante : prairies (69,5 %), zones agricoles hétérogènes (15,3 %), forêts (7,1 %), zones urbanisées (4,7 %), eaux continentales (3,4 %). L'évolution de l’occupation des sols de la commune et de ses infrastructures peut être observée sur les différentes représentations cartographiques du territoire : la carte de Cassini (XVIIIe siècle), la carte d'état-major (1820-1866) et les cartes ou photos aériennes de l'IGN pour la période actuelle (1950 à aujourd'hui).

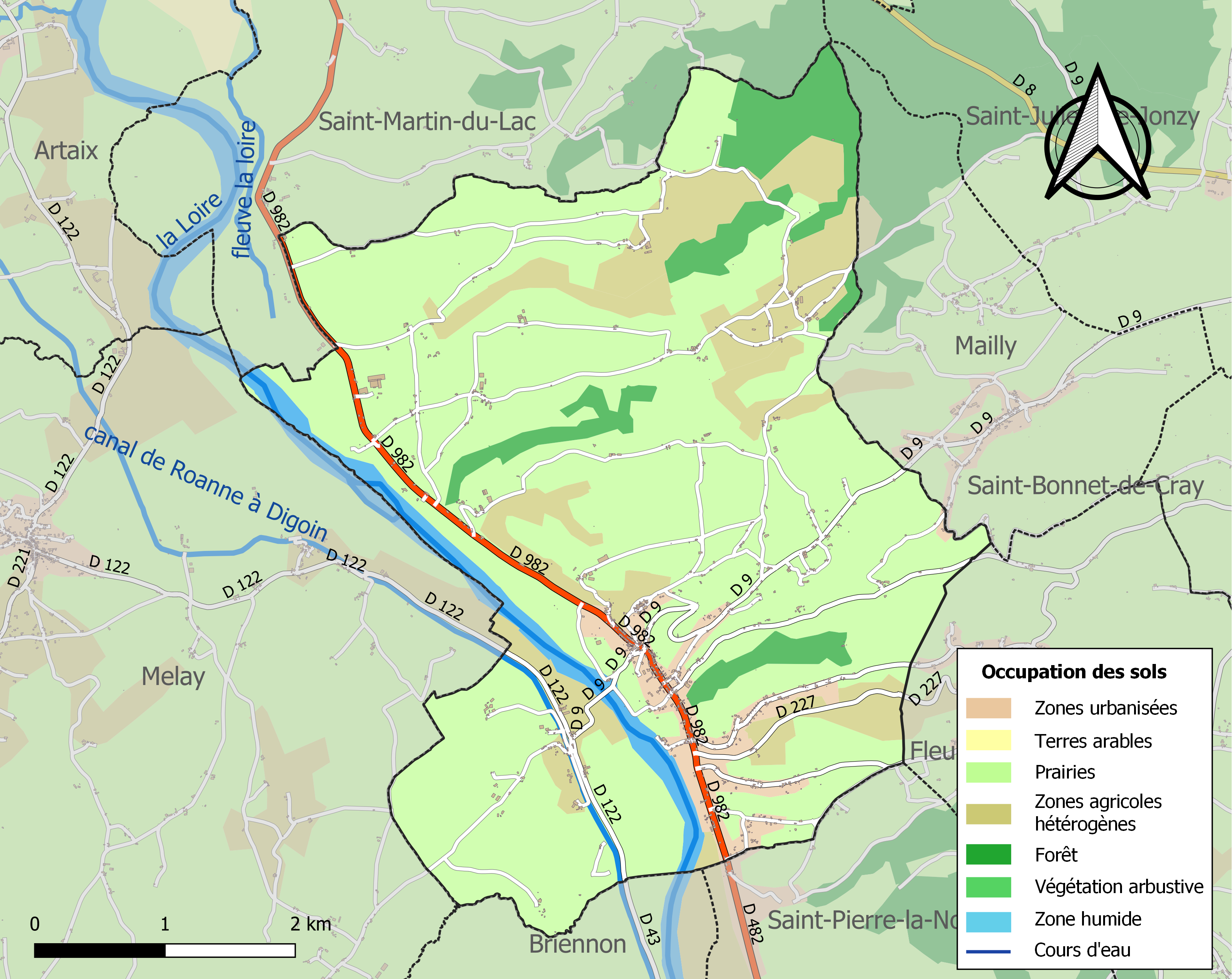
Carte des infrastructures et de l'occupation des sols de la commune en 2018 (CLC).

## Toponymie
On trouve le toponyme Vuiranda vers l'an 867.
Comme 120 toponymes de France et de Belgique, le nom d'Iguerande vient du toponyme gaulois *equoranda dont la dérivation la plus fréquente en français est Ingrandes. Equoranda signifiait fondamentalement limite et correspondait souvent à la frontière entre deux peuples gaulois.
Iguerande se trouvait en effet à la limite entre les Eduens et les Ségusiaves, devenue ensuite limite entre les cités gallo-romaines d'Autun (Augustodunum) et de Feurs (Forum Segusiavorum), puis entre les diocèses chrétiens correspondants, enfin, en 1790, entre les départements de Saône-et-Loire et de la Loire.
Il est aussi possible que l'origine du nom vienne de « aigue » ancien français dérivé du latin aqua « eau », et de randa « bord, limite », le village s'étant établi sur le bord de la Loire, limite naturelle.

## Histoire
Iguerande a une histoire très ancienne comme le prouvent les objets mis au jour lors de la construction de la voie ferrée en 1880 : hache polie en porphyre vert, outils en silex, etc. que les spécialistes datent de 50 000 ans av. J.-C.
À l'époque gauloise, Iguerande devait être une sorte de poste frontière des Eduens (voir Toponymie). Certaines sources évoquent le peuple gaulois des Brannovii (origine du nom du Brionnais) qui occupait les territoires entre Marcigny et Charlieu. Ce peuple était très lié aux Eduens.
À l'époque gallo-romaine, la région était traversée par la voie romaine reliant Autun à Feurs.
Au Moyen Âge, la paroisse fut placée sous le patronage du prieuré bénédictin de Marcigny (fin XIe siècle).
Totalement restaurée en 1977-78, l'église romane des XIe et XIIe siècles est le seul reste du prieuré, qui a été détruit pendant la Révolution ; à l'intérieur, ses curieux chapiteaux et modillons sculptés attirent l'attention et suscitent une activité touristique estivale importante.

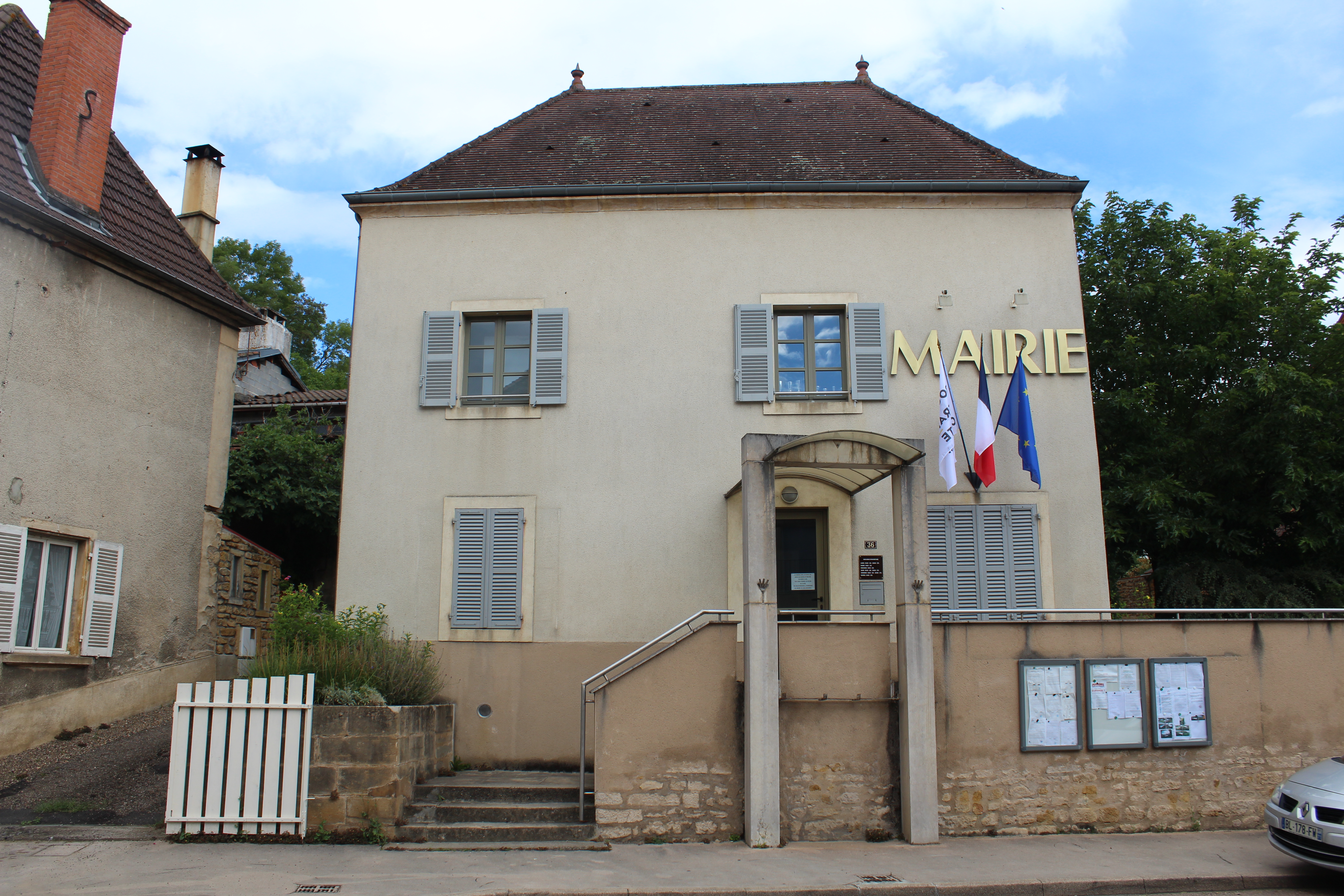

## Politique et administration
| 2020 | en cours | David Cordeiro          |  |
| ---- | -------- | ----------------------- |  |
| 2001 | 2020     | Isabelle Lagoutte       |  |
| 1980 | 2001     | Michel Vivier           |  |
| 1964 | 1980     | Francis Couturier       |  |
| 1953 | 1964     | Maurice Calacat         |  |
| 1944 | 1953     | Jacques Cothenet        |  |
| 1942 | 1944     | Charles Berthelier      |  |
| 1927 | 1942     | Jean-Claude Péguet      |  |
| 1912 | 1927     | Louis Burdin            |  |
| 1908 | 1912     | Mathieu Lamandrouillère |  |
| 1900 | 1908     | Joseph Leblanc          |  |

David Cordeiro a été élu président de la communauté de communes.

## Démographie
L'évolution du nombre d'habitants est connue à travers les recensements de la population effectués dans la commune depuis 1793. Pour les communes de moins de 10 000 habitants, une enquête de recensement portant sur toute la population est réalisée tous les cinq ans, les populations de référence des années intermédiaires étant quant à elles estimées par interpolation ou extrapolation. Pour la commune, le premier recensement exhaustif entrant dans le cadre du nouveau dispositif a été réalisé en 2006.

En 2022, la commune comptait 1 001 habitants, en évolution de −0,1 % par rapport à 2016 (Saône-et-Loire : −1,06 %, France hors Mayotte : +2,11 %).
| 1793  | 1800  | 1806  | 1821  | 1831  | 1836  | 1841  | 1846  | 1851  |
| ----- | ----- | ----- | ----- | ----- | ----- | ----- | ----- | ----- |
| 1 241 | 1 255 | 1 328 | 1 666 | 1 732 | 1 614 | 1 616 | 1 681 | 1 750 |

| 1856  | 1861  | 1866  | 1872  | 1876  | 1881  | 1886  | 1891  | 1896  |
| ----- | ----- | ----- | ----- | ----- | ----- | ----- | ----- | ----- |
| 1 730 | 1 852 | 1 843 | 1 793 | 1 818 | 1 861 | 1 787 | 1 703 | 1 666 |

| 1901  | 1906  | 1911  | 1921  | 1926  | 1931  | 1936  | 1946  | 1954  |
| ----- | ----- | ----- | ----- | ----- | ----- | ----- | ----- | ----- |
| 1 652 | 1 706 | 1 553 | 1 350 | 1 282 | 1 267 | 1 214 | 1 118 | 1 078 |

| 1962  | 1968  | 1975  | 1982  | 1990 | 1999 | 2006 | 2011  | 2016  |
| ----- | ----- | ----- | ----- | ---- | ---- | ---- | ----- | ----- |
| 1 122 | 1 078 | 1 033 | 1 026 | 921  | 917  | 988  | 1 007 | 1 002 |

| 2021 | 2022  | - | - | - | - | - | - | - |
| ---- | ----- | - | - | - | - | - | - | - |
| 996  | 1 001 | - | - | - | - | - | - | - |

Les 1 005 habitants de la commune, en 2014, ont moins de 30 ans pour 306 d'entre eux, 381 ont entre 39 et 59 ans et 318 ont 60 ans ou plus.
Parmi les 601 personnes qui, en 2014, ont entre 15 et 64 ans. 65,9 % sont des actifs ayant un emploi, 8,8 % sont chômeurs, 6,5 % sont élèves ou étudiants, 12 % sont retraités ou préretraités et  6,7 % sont d'autres inactifs.

## Logement
Le nombre de logements existants dans la commune en 2014 est de 592 ; 445 sont des résidences principales, 88 des résidences secondaires ou des logements occasionnels et 59 sont des logements vacants. Le nombre de maisons est de 537 et celui des appartements de 51.

## Économie et emploi
La commune d'environ 1 000 habitants est dotée d'une économie d'élevage, de services, d'artisanat et de loisirs.
Sur le territoire communal il existe, au 31 décembre 2015, 117 établissements actifs qui emploient 167 salariés au total.
- 19 appartiennent au secteur de l'agriculture (0 salarié).

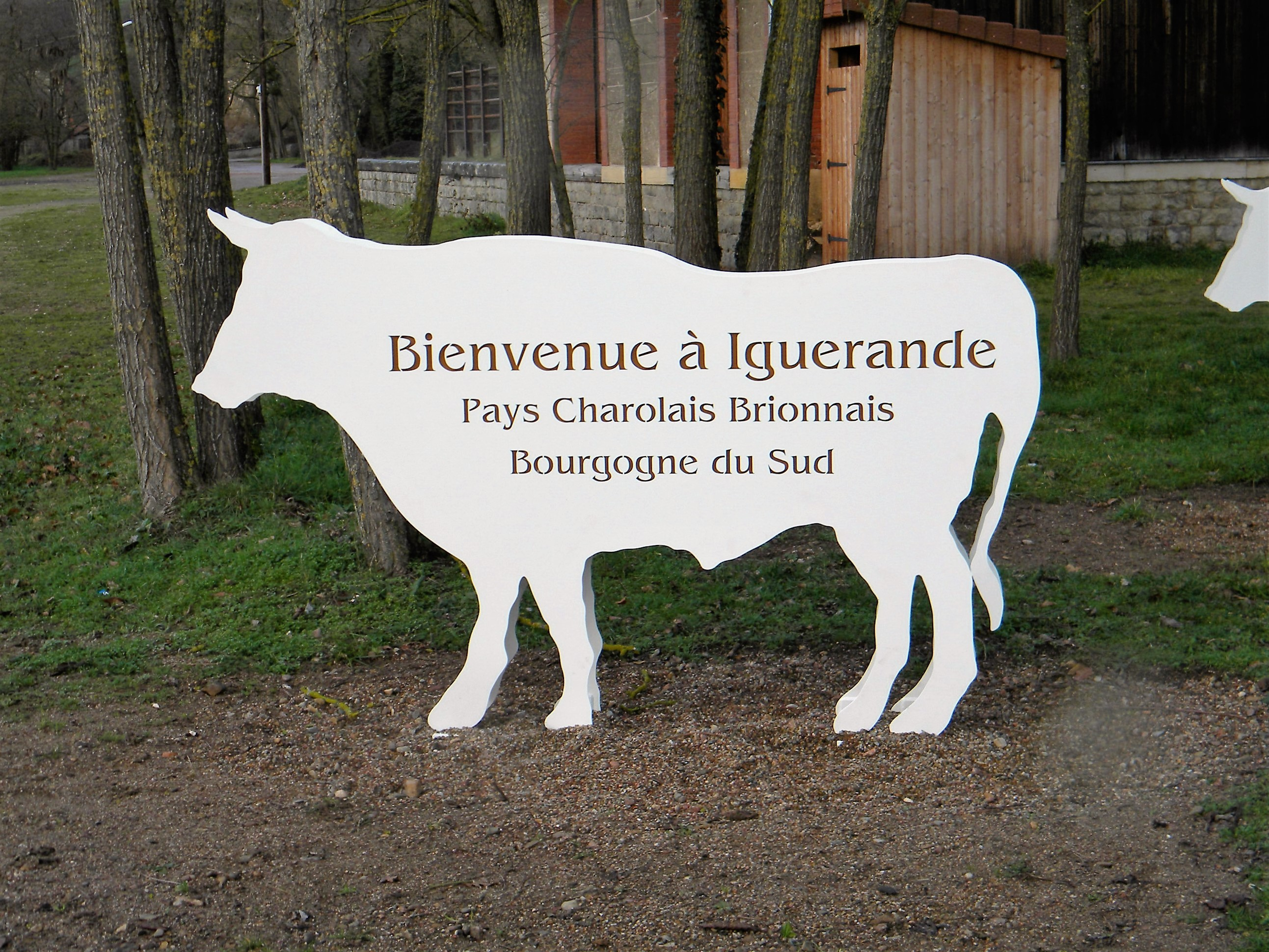
Le bœuf charolais.

- 10 au secteur de l'industrie (17 salariés au total).
- 17 sont  du secteur de la construction (54 salariés au total)
- 58 sont du secteur du commerce, des transports et des services divers (60 salariés au total)
- 13 sont  du secteur de l'administration publique, de l'enseignement, de la santé et de l'action sociale (36 salariés au total).

## Lieux et monuments
- L'église Saint-Marcel d'Iguerande[24]

Histoire 
Remarquable église romane aux pierres jaunes, l'église d'Iguerande, consacrée à saint Marcel, est une des principales églises du Brionnais. Elle est construite à la fin du XIe siècle et au début du XIIe siècle ; sur le plan de la hiérarchie ecclésiastique, elle est placée en 1088 sous le patronage clunisien de la prieure de Marcigny. Elle a été restaurée par la Direction des monuments historiques à la fin des années 1970.
L'intérieur : 
L'église d'Iguerande, de plan cruciforme, est dite « à nef obscure », comme les églises de Varenne-l'Arconne et de Saint Germain-en-Brionnais, qui sont dépourvues de fenêtres hautes. Elle comporte une nef principale à trois travées, flanquée de deux bas-côtés, un transept saillant, une triple travée de chœur, une abside centrale et deux absidioles semi-circulaires en retrait. Les travées de la nef sont voûtées en plein cintre, séparées par les arcs doubleaux à double rouleau. Les bas-côtés sont voûtés d'arêtes et communiquent avec la nef par de grandes arcades en plein cintre. Une belle coupole octogonale sur trompes s'élève à la croisée du transept. Les piliers sont de plan carré, cantonnés de demi-colonnes engagées, surmontées de chapiteaux sculptés ornés de motifs végétaux ou de personnages fantastiques.
L'extérieur : 
L'église d'Iguerande présente un aspect robuste et massif. Le clocher est de plan carré et comporte deux étages de baies séparés par une corniche. L'étage supérieur est le plus orné. Il est percé, sur chaque face, de deux baies géminées. Le clocher est couvert d'une pyramide à faible pente et à tuiles creuses. Le portail occidental est surmonté d'un tympan nu, encadré par une archivolte composée d'un gros tore retombant latéralement sur deux colonnes à bases et chapiteaux sculptés de motifs végétaux, notamment de grenades, fruit symbole de l'immortalité.

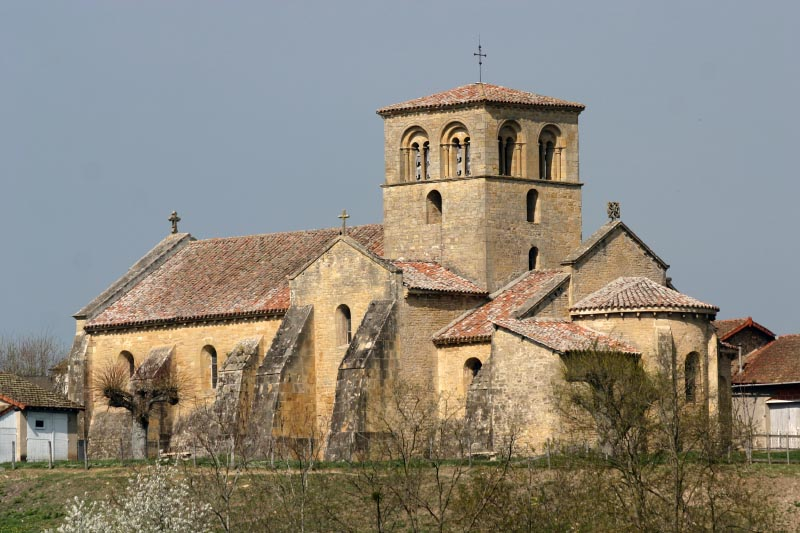
Vue générale de l'église.
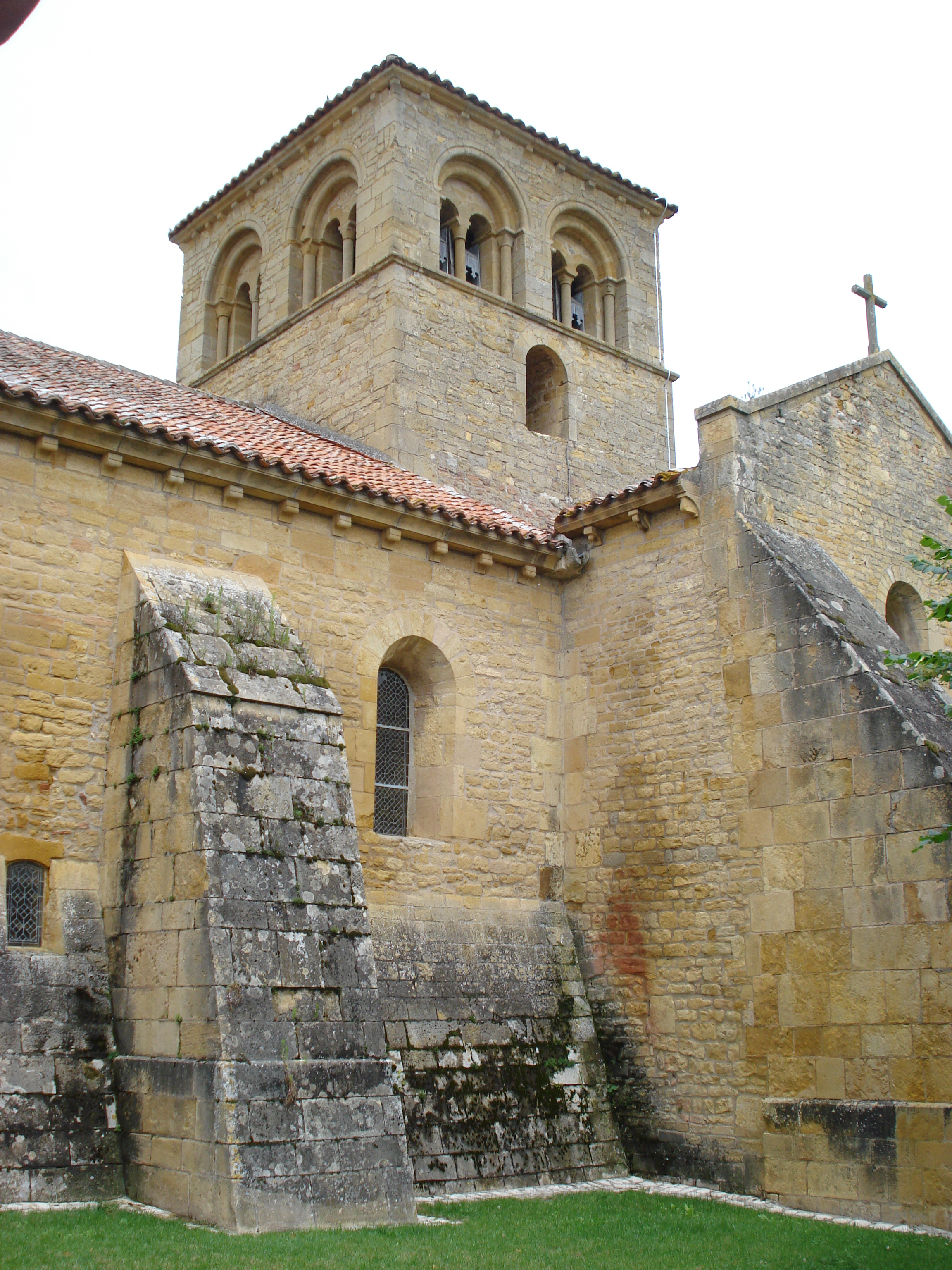
Croisée et tour extérieur.
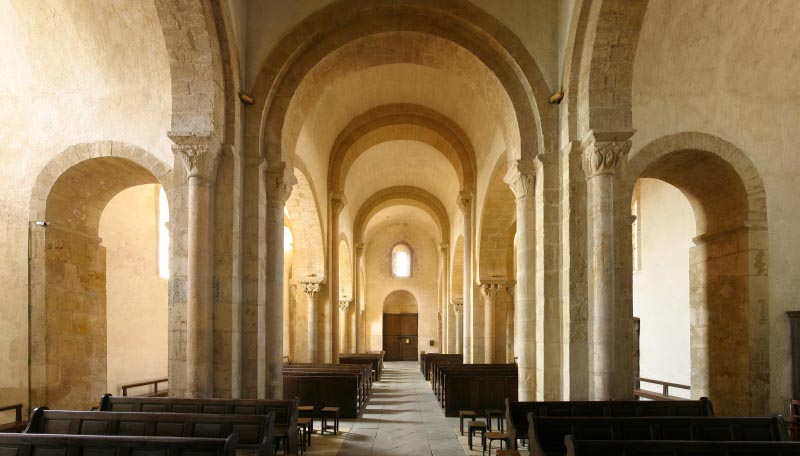
Nef vue de l'abside.
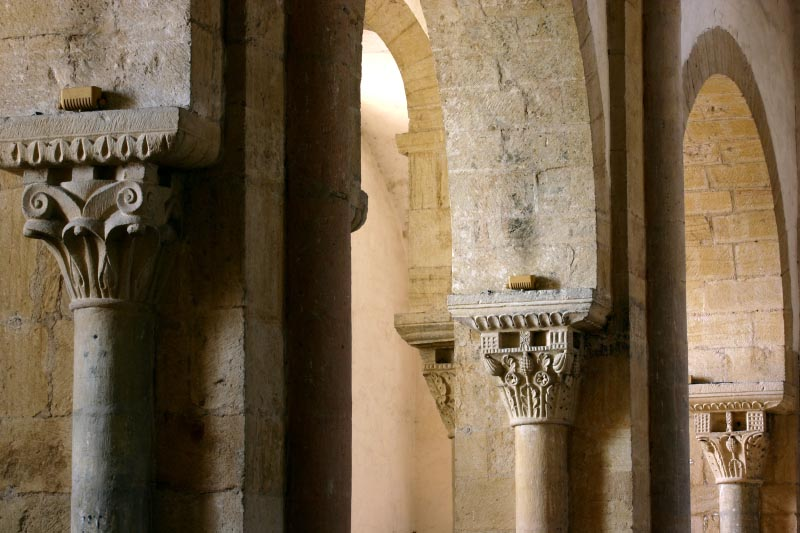
Chapiteaux.
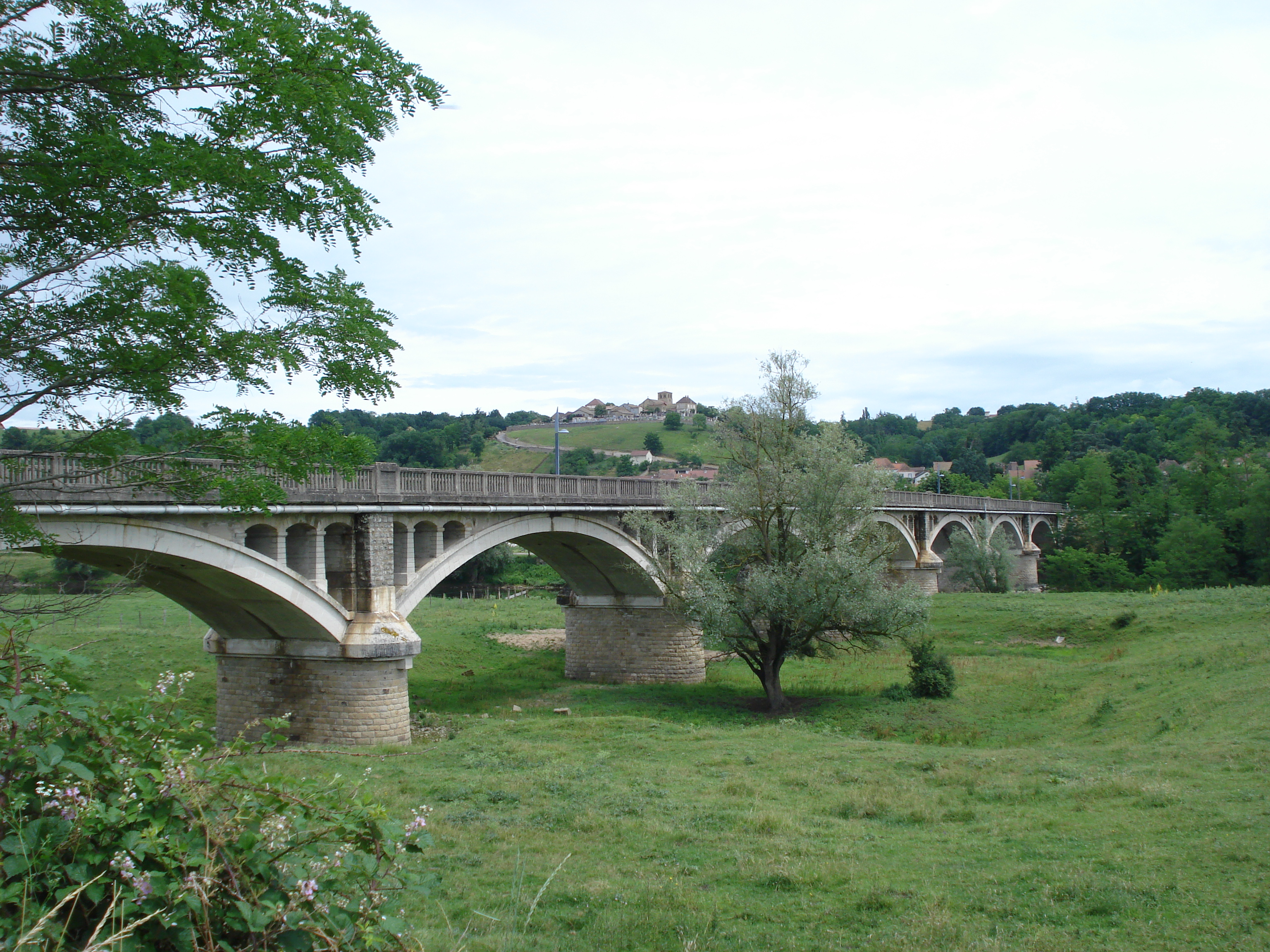
Pont sur la Loire avec Iguerande en arrière-plan.
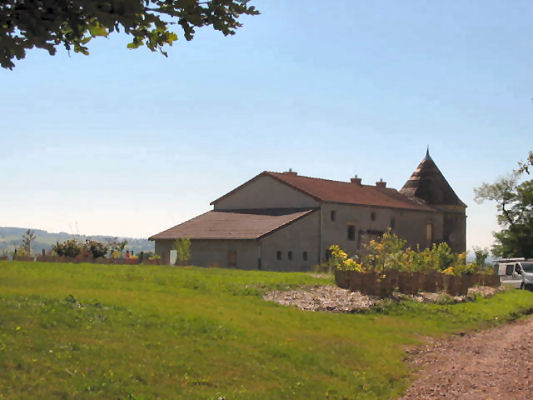
La Colline du Colombier près d'Iguerande.
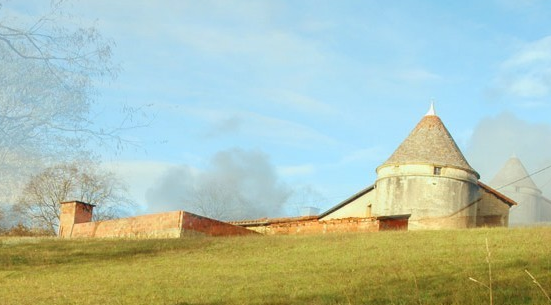
La Colline du Colombier.
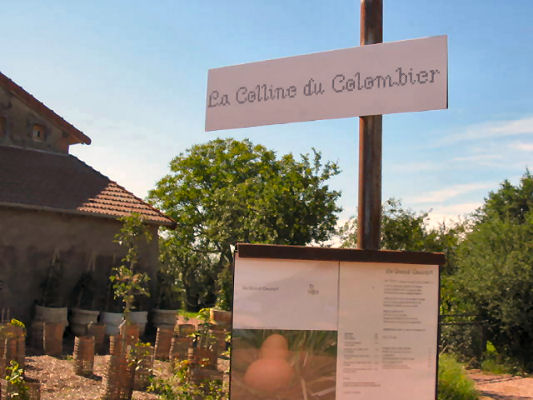
La Colline du Colombier...la carte.

- Le musée « Reflet... brionnais »

Musée situé à deux pas de l'église et rassemblant depuis sa création par Louis Chandon et son ouverture en 1997 une collection d'objets (répartis sur trois niveaux) ayant été le témoin de la vie d'une famille brionnaise d'avant la Première Guerre mondiale.

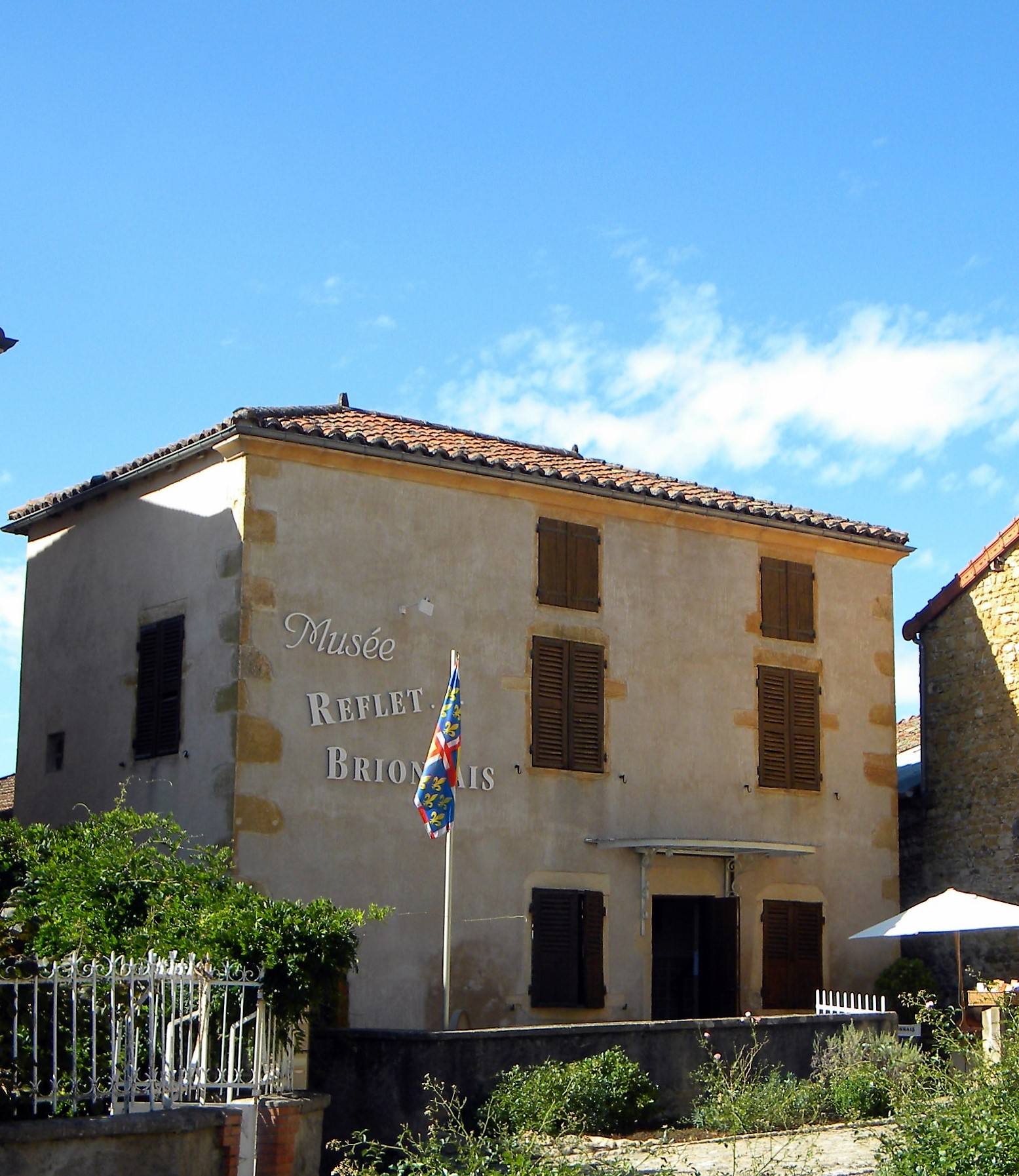
Le musée Reflets du Brionnais.

- Le monument Notre Dame de la Paix[26] : ce monument a été élevé après la seconde guerre mondiale en  l'honneur de la vierge, sous le vocable de Notre Dame de la Paix. La population d'Iguerande et  les populations environnantes ont participé financièrement.

- La chapelle du Tronchy.

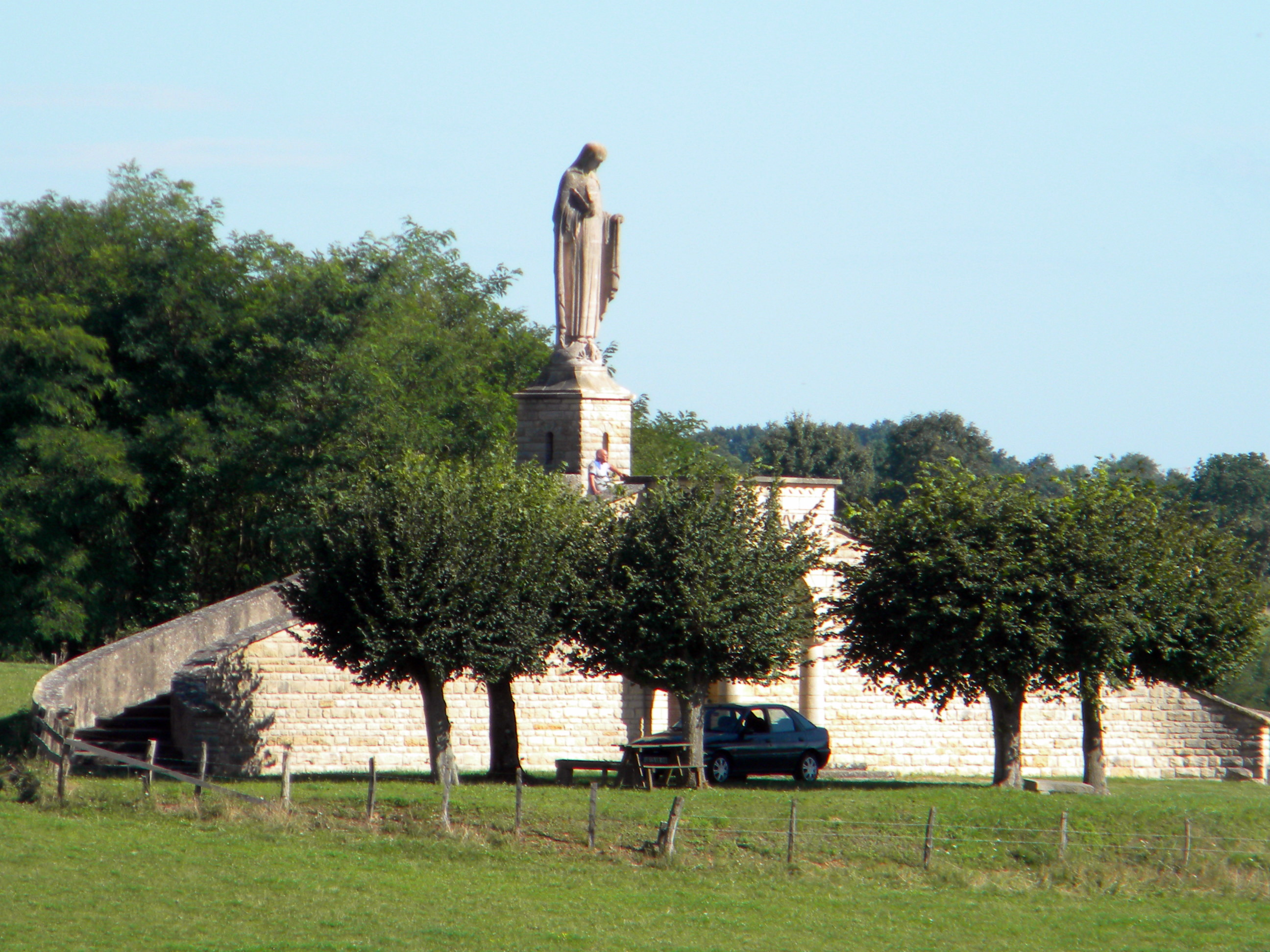
Le monument de la paix.

- La gare d'Iguerande sur la voie verte de l'ancienne ligne du Coteau à Montchanin.

## Personnalités liées à la commune
- Michel Troisgros, le célèbre chef de cuisine de Roanne, et son épouse Marie-Pierre ont ouvert ici un nouvel établissement, La Colline du Colombier (juin 2008)[27].
- Jean Raquin, homme politique, actuel président du conseil départemental du Jura est né à Iguerande.

## Pour approfondir